# Les Caves du Potala
Les Caves du Potala est un roman de l'écrivain français d'origine chinoise Dai Sijie paru en 2020.

## Synopsis
En 1968, les gardes rouges de Mao Zedong profanent des temples bouddhistes et d'autres marques « contre-révolutionnaires ». Arrêté, torturé dans les caves du palais du Potala à Lhassa, le peintre du 13e dalaï-lama Bstan Pa, pour ne pas avouer des crimes imaginaires attribués au 14e dalaï-lama, se réfugie dans les souvenirs de sa vie et de sa culture profanée.

## Accueil critique
Pour Jean-Marc Porte, Dai Sijie « ressuscite avec une précision et une connaissance absolument remarquable les univers géographiques, historiques et spirituels d’un Tibet désormais englouti sous la sinisation. Et dessine un bouleversant plaidoyer défendant littéralement jusqu’au bout la puissance de la poésie, de la sensualité, de la beauté et de l’art face à la nuit aveugle de la violence et de l’ignorance. Un très grand roman pour découvrir (ou retrouver) magistralement un Tibet disparu. »
Pour Philippe Paquet, Dai Sijie « dénonce la folie des gardes rouges de façon si éblouissante qu’on aurait aimé en lire plus. ».

## Distinctions
- 2020 : Prix du roman historique aux Rendez-vous de l'Histoire de 2020[6].